# Lista över albumettor på Gaon Chart 2017
Detta är en lista över albumettor på Gaon Chart under år 2017. Gaon Chart är sammanställningen av försäljningen av musik i Sydkorea och drivs av Korea Music Content Industry Association (KMCIA). Album Chart publiceras varje vecka och visar listan över de mest sålda albumen i landet genom fysisk försäljning. Album Chart, som inkluderar studioalbum, EP-skivor och singelalbum, är en sammanställning av data försedd av landets största musikförsäljare och distributörer.

## Vecka

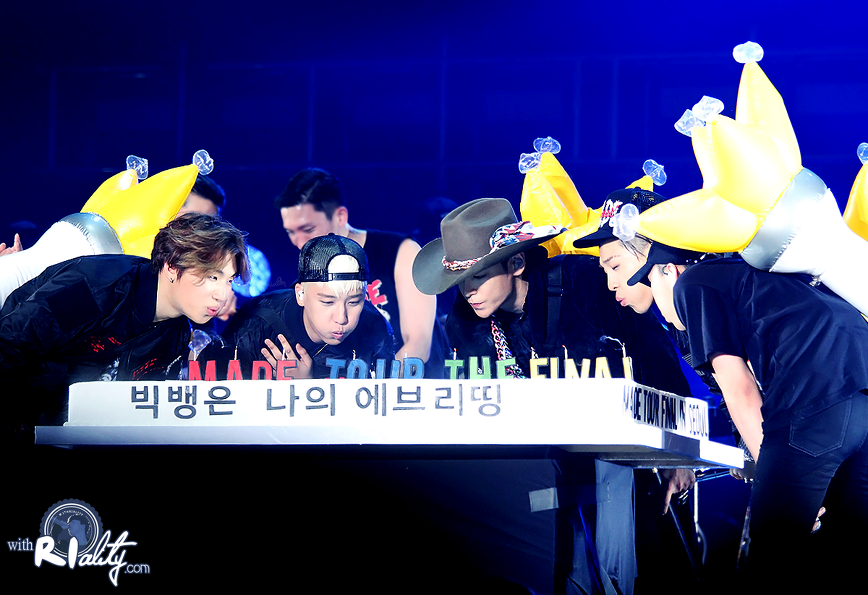
Big Bang

| Datum  | Artist           | Albumtitel              |
| ------ | ---------------- | ----------------------- |
| 7 jan  | Big Bang         | MADE                    |
| 14 jan | NCT 127          | NCT #127 Limitless      |
| 21 jan | Seohyun          | Don't Say No            |
| 28 jan | (Flera artister) | Goblin OST              |
| 4 feb  | Red Velvet       | Rookie                  |
| 11 feb | NCT Dream        | The First               |
| 18 feb | BTS              | You Never Walk Alone    |
| 25 feb | Twice            | Twicecoaster: Lane 2    |
| 4 mar  | Taeyeon          | My Voice                |
| 11 mar | GFriend          | The Awakening           |
| 18 mar | Got7             | Flight Log: Arrival     |
| 25 mar | Highlight        | Can You Feel It?        |
| 1 apr  | Got7             | Flight Log: Arrival     |
| 8 apr  | Taeyeon          | My Voice Deluxe Edition |
| 15 apr | Teen Top         | High Five               |
| 22 apr | Laboum           | Miss This Kiss          |
| 29 apr | IU               | Palette                 |
| 6 maj  | Lovelyz          | Now, We                 |

## Månad
| Månad | Artist   | Albumtitel              |
| ----- | -------- | ----------------------- |
| Jan   | Big Bang | MADE                    |
| Feb   | BTS      | You Never Walk Alone    |
| Mar   | Got7     | Flight Log: Arrival     |
| Apr   | Taeyeon  | My Voice Deluxe Edition |